# Młodzieżowe Indywidualne Mistrzostwa Szwecji na Żużlu 1991
Młodzieżowe Indywidualne Mistrzostwa Szwecji na Żużlu 1991 – cykl turniejów żużlowych, mających wyłonić najlepszych szwedzkich żużlowców w kategorii do 21 lat, w sezonie 1991. Tytuł wywalczył Jörgen Hultgren. 

## Finał
- Västervik, 14 września 1991

| Msc. | Zawodnik          | Klub       | Pkt   |  |  |
| ---- | ----------------- | ---------- | ----- |  |  |
| 1    | Jörgen Hultgren   | Skepparna  | 12 +3 |  |  |
| 2    | Stefan Andersson  | Dackarna   | 12 +2 |  |  |
| 3    | Mikael Karlsson   | Ornarna    | 12 +1 |  |  |
| 4    | Joakim Karlsson   | Skepparna  | 11    |  |  |
| 5    | Robert Johansson  | Smederna   | 11    |  |  |
| 6    | Stefan Ekberg     | Skepparna  | 10    |  |  |
| 7    | Jimmy Engman      | Getingarna | 9     |  |  |
| 8    | Niklas Klingberg  | Ornarna    | 8     |  |  |
| 9    | Magnus Oscarsson  | Indianerna | 7     |  |  |
| 10   | Tomas Olsson      | Ornarna    | 7     |  |  |
| 11   | Raymond Smedh     | Smederna   | 6     |  |  |
| 12   | Mikael Haglund    | Indianerna | 4     |  |  |
| 13   | Jonathan Forsgren | Karlstad   | 4     |  |  |
| 14   | Tobias Andersson  | Griparna   | 2     |  |  |
| 15   | Niklas Johansson  | Bysarna    | 2     |  |  |
| 16   | Johan Andersson   | Vargarna   | 2     |  |  |